# Erika Kubálková
Erika Kubálková (* 27. listopadu 1967 Brno) je česká divadelní herečka. 
Roku 1987 nastoupila do angažmá v Městském divadle Brno (tehdy Divadlo bratří Mrštíků), kde působila až do roku 1994. Vystudovala roku 1989 brněnskou konzervatoř. V letech 1994–2012 byla v angažmá v Divadle Radost. Od roku 2015 je opět v angažmá Městského divadla Brno. Od roku 1986 působí jako dabérka v brněnských dabingových studiích. Od roku 2003 učí na Konzervatoři Brno studenty herectví jevištní mluvu.

## Role v Městském divadle Brno
- Teta Juřičková – Šakalí léta
- Brno – Až na ten konec dobrý
- Ženy v Eastwicku – Čarodějky z Eastwicku
- Marta – Bílá Voda
- Babička – Heidi
- Matka Liesel – Skleněný pokoj
- Předkové Addamsovi – The Addams Family
- Marcia Bradshawová – Ti druzí
- Paní Hradská – My Fair Lady (ze Zelňáku)
- Ulovcová – Noc pastýřů
- Marie Trčková, šatnářka – Světáci